# Аллаиха
Алла̀иха (Аллайха, на якутски: Аллайыаха) е река в Азиатската част на Русия, Източен Сибир, Република Якутия (Саха), ляв приток на река Индигирка. Дължината ѝ е 563 km, която ѝ отрежда 162-ро място по дължина сред реките на Русия.
Река Аллаиха води началото си под името Еликчеен от северните склонове на възвишението Полоусний кряж, на 486 m н.в., в североизточната част на Република Якутия (Саха). В пределите на възвишението, на протежение около 50 km тече в северна посока, след което навлиза в югоизточната част на Яно-Индигирсктата низина и се насочва на изток. Слуд устието на най-големия си приток От-Юрях завива на север и на протежение от близо 250 km тече успоредно на река Индигирка, с която се свързва с множество протоци и ръкави. Влива се отляво в река Индигирка), при нейния 200 km, на 4 m н.в., на 12 km на юг-югозапад от посьолок Чокурдах, в североизточната част на Република Якутия (Саха).
Водосборният басейн на Аллаиха има площ от 12,4 хил. km2, което представлява 3,44% от водосборния басейн на река Индигирка. В басейнът на реката има около 3,7 хил. малки езера с обща площ от 765 km2.
Водосборният басейн на Аллаиха граничи със следните водосборни басейни:
- на северозапад – водосборния басейн на река Бьорьольох, ляв приток на Индигирка;
- на юг – водосборния басейн на река Уяндина, ляв приток на Индигирка;
- на югоизток и изток – водосборните басейни на малки и къси реки, леви притоци на Индигирка.
- на север – водосборния басейн на река Хрома, вливаща се в Източносибирско море;

Река Алаиха получава над 30 притока с дължина над 10 km, като 2 от тях е с дължина над 100 km:
- 249 → От-Юрях 123 / 1210
- 117 → Омук-Юреге 102 / 667

Подхранването на реката е снежно-дъждовно, като снсежното с малко превишава дъждовното. Пролетно-лятното пълноводие е слабо изразено, усложнено от лятно-есенни прииждания в резултат на поройни дъждове, при които нивото ѝ се повишава и залива обширни райони. Среден годишен отток в долното течение 40 m3/s, което като обем се равнява на 1,262 km3. Реката замръзва в края на октомври, а се размразява в края на май. От декември до април Аллаиха замръзва до дъно.
По течението на Аллаиха са разположени две малки села: Ничалах и Томунагас.